# Новий Боровець
Новий Боровець (пол. Nowy Borowiec) — село в Польщі, у гміні Ґродзець Конінського повіту Великопольського воєводства.
У 1975-1998 роках село належало до Конінського воєводства.